# Aristides Pacheco Leão
Aristides Azevedo Pacheco Leão (Rio de Janeiro, 3 de agosto de 1914 — São Paulo, 14 de dezembro de 1993) foi um neurofisiologista, pesquisador e professor universitário brasileiro.
Grã-cruz da Ordem Nacional do Mérito Científico e membro titular da Academia Brasileira de Ciências, Aristides descobriu e descreveu a depressão alastrante, que também ficou conhecida com "A Onda de Leão". A depressão é uma reação ocorrida no córtex cerebral que pode ser induzido por toque ou choque elétrico. Sua descrição colabora no diagnóstico de doenças como a epilepsia e a enxaqueca. Ela não ocorre apenas no cérebro, mas também em outras estruturas neurais.
Aristides foi presidente da Academia Brasileira de Ciências entre 1967 e 1981 e defendeu cientistas perseguidos pela ditadura militar, além de ter criado publicações científicas e ter fechado importantes colaborações científicas da academia. Eleito presidente emérito da instituição, a biblioteca da academia hoje leva seu nome.

## Biografia
Aristides nasceu em 3 de agosto de 1914, em uma tradicional família da cidade do Rio de Janeiro, sendo o filho mais novo de sete irmãos. Não chegou a conhecer o pai, Manoel Pacheco Leão, que morreu pouco antes de Aristides nascer. Sua mãe, a pintora Francisca Azevedo Leão, criou os filhos sozinha, tendo a ajuda de seu cunhado, o biólogo e diretor do Jardim Botânico do Rio de Janeiro, Antônio Pacheco Leão, para colaborar na educação das crianças. Enquanto viviam numa casa grande no bairro das Laranjeiras, a família também era ajudada por uma babá britânica da qual não existem registros.
Aristides entrou para a Faculdade de Medicina de São Paulo, em 1932, aos 18 anos de idade. Porém, ficou com tuberculose ainda no segundo ano e precisou parar o curso por dois anos, indo tratar-se em Belo Horizonte. Quando se recuperou, decidiu que gostaria de trabalhar com pesquisa científica e ele partiu para os Estados Unidos, em 1941, onde foi admitido na Escola de Medicina da Universidade Harvard. Em 1942 defendeu o mestrado e em 1943 o doutorado em ciências.

### Carreira

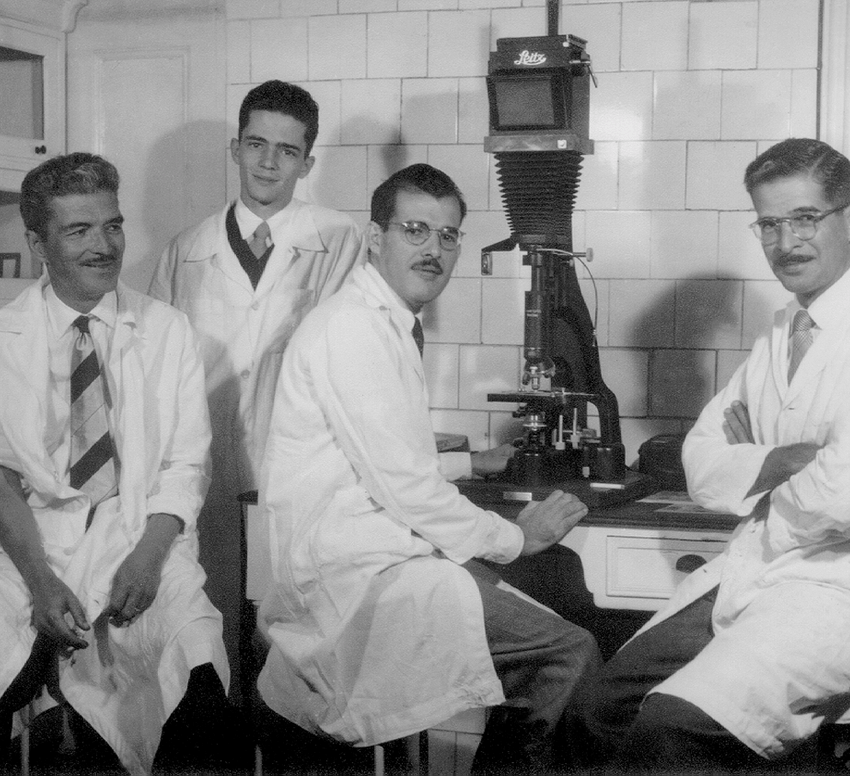
Equipe no laboratório de biofísica

Em 1943, tornou-se pesquisador adjunto do Departamento de Anatomia de Harvard, onde identificou o fenômeno da depressão alastrante, e apesar de ter tido oportunidade de trabalhar nos Estados Unidos, ele preferiu retornar ao Brasil em 1944, aos 32 anos. De volta, ele foi nomeado Técnico Especializado da Cadeira de Física Biológica (1945) da Faculdade Nacional de Medicina da Universidade Federal do Rio de Janeiro.
A convite de Carlos Chagas Filho, ele entrou para o novo Instituto de Biofísica, que ainda estava sendo estruturado. Lá pode trabalhar com Gustavo de Oliveira Castro, Romualdo José do Carmo e Hiss Martins Ferreira, onde realizou seu trabalho sobre a depressão alastrante. Os instrumentos do seu laboratório no Brasil eram recuperados da sucata, porém a manutenção era tão cuidadosa que eles sempre estavam prontos para uso, mas apesar das condições, ele não abandonava seu trabalho e assim publicou seu primeiro artigo no Brasil. Seu primeiro artigo sobre a depressão alastrante, ‘Spreading depression of eletrical activity in the cerebral cortex’ fez com que o mundo passasse a chamar o fenômeno de Leão’s spreading depression.
Aristides foi diretor do instituto (1966-1970) e chefe emérito do departamento de neurobiologia (1984-1993). Tornou-se associado da Academia Brasileira de Ciências (1948) e membro titular (1951) e foi seu vice-presidente (1955-1957/1965-1967) e presidente por sete mandatos consecutivos (1967-1981). Foi membro do Conselho Deliberativo no CNPq (1960-74) e depois seu consultor científico (1975-84). Durante a ditadura militar brasileira, como Presidente da ABC, ele também também defendeu a Revista Brasileira de Biologia, depois que seus editores foram cassados pela repressão. Também quando presidente ele estimulava a cooperação científica entre o Brasil e outros países. Também foi, póstumamente, presidente emérito da Academia Brasileira de Ciências.
Após o vazamento de césio em Goiânia, em 1988, tornou-se presidente da Comissão Estadual de Radioproteção e Segurança Nuclear, recém-criada na época. Entre 1985 e 1991, participou das Secretarias de Planejamento e de Ciência e Tecnologia da Presidência da República, como membro e presidente do Grupo Especial de Acompanhamento (GEA) do Programa de Apoio ao Desenvolvimento Científico (PADCT).
Aposentado compulsoriamente, foi nomeado Chefe Emérito de Laboratório do Departamento de Neurobiologia do Instituto de Biofísica Carlos Chagas Filho, onde permaneceu por mais nove anos, como bolsista-pesquisador do CNPq.

"Despolarização alastrante" vista usando imagens de sinais ópticos intrínsecos no cérebro giroencefálico. Velocidade 50x

#### Onda de Leão
Aristides Leão descobriu o fenômeno ao trabalhar em sua tese em Harvard, em 1944. O fenômeno foi batizado por ele de "depressão alastrante", porém ficou conhecido com "a onda de Leão". Não se sabem as verdadeiras causas dessa depressão, mas ela pode ser induzida por choques elétricos. A descrição dessa doença ajudou no diagnóstico de outras doenças como a epilepsia. De acordo com as investigações posteriores de Leão, ela não ocorre apenas no cérebro, mas também em outras estruturas neurais. Sua pesquisa sobre a depressão alastrante ainda é muito citada dentro da literatura médica e a depressão alastrante, no caso de dano cerebral, pode ser revertida desde que o fluxo sanguíneo seja restabelecido rapidamente. Porém, não há garantia de que os neurônios sobrevivam.

##### História da descoberta
A origem mais antiga do que veio a ser conhecido como depressão alastrante remonta à 1906, quando Sir. William Richard Gowers, numa palestra sobre epilepsia, notou que "uma perturbação alastrante peculiar nas estruturas nervosas é evidente" e que dura vários minutos, algo que veio a ser confirmado e descrito por Aristides Leão desta forma:
Enquanto trabalhava em sua tese de PhD em Harvard sob supervisão de Hallowell Davis, Leão visava estudar a "epilepsia experimental". Para realizar o experimento ele abriu crânios de coelhos anestesiados e colocou uma fila de eletrodos de prata em contato com a superfície cortical, com dois servindo para estimulação. Porém, em vez de uma descarga em forma de convulsão, a estimulação era seguida por um achatamento das ondas cerebrais numa espécie de efeito dominó, que recuperava-se da mesma forma.
Somjen 2005 questiona se a facilidade com que esse fenômeno pode ser causado não fez com que outros pesquisadores o tenham observado antes de Leão e o descartado como uma "irritante interrupção do trabalho" e prossegue falando que esse fenômeno intrigou-o e tornou-se o principal tópico do trabalho de Aristides, com seu primeiro artigo (Leão 1944a) demonstrando as características básicas que foram confirmadas por outros pesquisadores. Num artigo seguinte (Leão 1944b) ele descreveu como os vasos sanguíneos se comportam durante o evento.
O terceiro artigo (Leão 1947) em foco de Somjen 2005, feito após o retorno de Leão ao Rio de Janeiro, aborda a lenta mudança de voltagem que acompanha o fenômeno e a total isquemia cerebral. No decorrer dos anos outros artigos sobre o assunto foram realizados, mas ainda não se entende o motivo da depressão alastrante ocorrer.

### Prêmios
O pesquisador também é lembrado por sua marcante atuação como presidente da Academia Brasileira de Ciências entre 1967 e 1981. Sua contribuição à ciência lhe rendeu importantes prêmios científicos, como o Prêmio Einstein em 1961; o Prêmio Almirante Álvaro Alberto em 1973 e o Prêmio Moinho Santista (atual Prêmio Fundação Bunge), em 1974 e 1977. Também recebeu homenagem póstuma da Academia Brasileira de Ciências, cuja biblioteca hoje leva seu nome, foi eleito presidente emérito dessa instituição em 20 de dezembro de 1993.

## Morte
Aristides morreu em 14 de dezembro de 1993, em São Paulo, aos 79 anos, devido a uma insuficiência respiratória. Ele foi sepultado no Rio de Janeiro, no jazigo da família.

## Legado
De acordo com Rodrigo Polito no Uol, Aristides é o autor de um dos artigos de fisiologia mais citados do mundo e dedicou sua vida ao desenvolvimento da ciência em seu país natal. Carlos Chagas Filho o descreveu como "...um dos maiores cientistas que conheci, era extremamente simples e culto, grande estimulador da pesquisa entre os jovens e excepcional professor de fisiologia geral e comparada..." e que deixou um grande número de discípulos no Brasil e no exterior, além de ter tido grande influência na projeção do Instituto de Biofísica como uma instituição de excelência no exterior. Mayevsky e Sonn descrevem que Aristides Leão foi um dos cientistas brasileiros de maior renome e reconhecimento internacional.
Em 2002 foi demonstrado que a despolarização ocorre em cérebros humanos e em 2018, o artigo Terminal spreading depolarization and electrical silence in death of human cerebral cortex, publicado no Annals of Neurology [en], pela primeira vez revelou que a depressão alastrante descrita por Leão ocorre no cérebro após o fim da atividade cardíaca. Numa possível coincidência, o co-autor Jed Hartings descobriu que a série Star Trek: The Next Generation havia exposto este processo de forma geral no episódio Skin of Evil de forma bem parecida com a pesquisa de 2018, o que leva ao co-pesquisador Jens Dreier acreditar que os roteiristas tenham tenham encontrado uma pesquisa parecida (ou mesmo a de Aristides) e usado a premissa. Em 2023, cientistas parisienses, investigando o cérebro de ratos, identificaram o ponto de origem possível da despolarização alastrante e teorizaram a possibilidade de revertê-la.

## Vida pessoal
Aristides apreciava a pesca esportiva, compositores clássicos, a música popular brasileira e sendo considerado por seus colegas como de "prodigiosa cultura", sua coleção de ornitologia superava a do Museu Nacional, apesar de ter considerado-se um amador na área. Com isso, ele também desenvolveu-se como um naturalista e tinha em Charles Darwin a sua principal referência. Ele também se portava como uma pessoa humilde, apesar de sua posição e feitos acadêmicos. Jacques Veilliard considera Aristides como o pai da bioacústica do Brasil.

## Artigos
- Leão, Aristides A. P. (1944a). «Spreading depression of activity in the cerebral cortex». J. Neurophysiology. 7 (6): 359–390. doi:10.1152/jn.1944.7.6.359
- Leão, Aristides A. P. (1944b). «Pial circulation and spreading depression of activity in the cerebral cortex». J. Neurophysiology. 7 (6): 391–396. doi:10.1152/jn.1944.7.6.391
- Leão, A. A. P.; Morison, R. S. (1945). «Propagation of spreading cortical depression». J. Neurophysiol. 8 (1): 22-45. doi:10.1152/jn.1945.8.1.33
- Leão, Aristides A. P. (1947). «Further observations on the spreading depression of activity in the cerebral cortex». J. Neurophysiology. 10 (6): 409–414. doi:10.1152/jn.1947.10.6.409